# Мошковская, Эмма Эфраимовна
Э́мма Эфра́имовна Мошко́вская (в замужестве Лимберг; 15 апреля 1926, Москва, СССР — 2 сентября 1981, там же) — советская детская поэтесса и прозаик.

## Биография
Племянница советских учёных-медиков Шабсая Мошковского и Михаила Машковского, а также полярного лётчика Якова Мошковского.
Окончила музыкально-педагогическое училище имени Гнесиных (1954) по классу вокала, работала в Архангельской филармонии (меццо-сопрано). В начале творческого пути получила одобрение Самуила Маршака. В 1962 г. выпустила первый сборник стихов для детей «Дядя Шар», за которым последовали более 20 сборников стихов и сказок для дошкольного и младшего школьного возраста. Член Союза писателей СССР с 1964 года.
Мошковская нередко подчеркивала, что ее поэзия — своеобразная форма самовыражения, что пишет она не для детей, а о себе, передает собственное ощущение мира благодаря нерастраченной эмоциональной памяти детства.
На стихи Мошковской писали песни советские композиторы (в частности, Зара Левина). С мемориальным очерком о Мошковской выступила в 1983 г. Юнна Мориц.
Умерла 2 сентября 1981 года. Прах захоронен в колумбарии на Николо-Архангельском кладбище.

## Книги
- Первый планёр — М.: Малыш, 1964. — 20 с.
- Земля кружится!: Стихи. — М.: Детская литература, 1966. — 64 с.
- Зяблик согрелся. — М.: Малыш, 1967. — 60 с.
- Куда садится солнце. — М.: Детская литература, 1967. — 16 с.
- Подарки в парке. — М.: Сов. Россия, 1967. — 20 с.
- Веселый магазин: Стихи. — М.: Детская литература, 1968. — 16 с.
- Как лягушки научились квакать. — М.: Малыш, 1968. — 14 с.
- Я нарисую солнце: Рассказы и стихи о первоклассниках. — М.: Детская литература, 1968. — 32 c.
- Тень и день. — М.: Детская литература, 1968. — 63 с.
- Вперёдсмотрящий: Стихи для дошкольного возраста. — М.: Детская литература, 1969. — 16 с.
- Как жираф пошёл в школу. Сказки. — М. Детская литература. 1969.
- Дом построили для всех. — М.: Детская литература, 1970. — 110 с.
- Жил был на свете Серенький Козлик: Сказки в стихах и в прозе. — М.: Детская литература, 1971. — 64 с.
- Вежливое слово: Сказка. — М.: Детская литература, 1974.
- Солнышко умывается. — М., 1974.
- Веселый ветер: Стихи. — М.: Детская литература, 1975 и 2017. — 127 с.,ил.
- Кто самый добрый. — М.: Советская Россия, 1975. — 30 с.
- Мы играем в магазин. — М.: Детская литература, 1975. — 16 с.
- Прогулка с отцом: Стихи. — М., 1976.
- Чистая песенка: Стихи. — М.: Детская литература, 1976. — 63 с.
- Мы играем в школу. — М.: Детская литература, 1977. — 24 с.
- Книга для друга: Стихи. — М.: Детская литература, 1978. — 40 с.
- Жадина. — М.: Малыш, 1979. — 10 с.
- Хорошие вести: Стихи. / предисл. И. Токмаковой. — М.: Детская литература, 1982. — 95 с.
- Дедушка Дерево: Стихи. / сост. И. Токмакова. — М.: Детская литература, 1986. — 48 с.
- Сто ребят — детский сад: Стихи. — М.: Малыш, 1991. — 38 с.
- Собеседники: Стихи, сказки, переводы и отрывки из мемуаров / сост.: В. Левин и др. М.:Моя первая библиотека,1991.-191 с.,ил.
- Какие бывают подарки: Стихи. — М.: Оникс 21 век, Центр общечеловеческих ценностей, 2003. — 63 c.
- Счастливый остров: Стихи. — М.: Оникс 21 век, 2003. — 64 c.
- Жил на свете один человечек… — М. 2012
- Хитрые старушки: Сборник стихов.— М.: Махаон, 2012. — 80 с.